# Heinz Schlömer
Heinz Schlömer (* 22. Februar 1923; † 1983) war ein deutscher Fußballspieler. Der Defensivspieler absolvierte bei Preußen Dellbrück in der damals erstklassigen Fußball-Oberliga West von 1949 bis 1957 insgesamt 226 Ligaspiele, in denen er 32 Tore erzielte. Beim Fusionsclub SC Viktoria Köln (Preußen Dellbrück/SC Rapid Köln) kam in der Saison 1957/58 noch ein weiterer Einsatz hinzu. In der Saison 1949/50 wurde Heinz Schlömer mit Preußen Dellbrück Vizemeister der Oberliga West.

## Laufbahn als Fußballer
Über die Station VfL Poll kam der zwei Jahre jüngere Bruder von Willi Schlömer, nach dem Abstieg von Preußen Dellbrück 1947/48 aus der Oberliga West, zu den Schwarz-Weißen aus dem rechtsrheinischen Kölner Stadtteil Dellbrück. In der Rheinbezirk Bezirksliga Gruppe 1 erreichte die Mannschaft vom Stadion „Et Höffje“ an der Bergisch Gladbacher-Straße den zweiten Rang, gewann mit 4:3 nach Verlängerung das Spiel um den 3. Platz gegen den SC West Köln in der Verbandsmeisterschaft Rheinbezirk und war damit für die Relegationsspiele zur Oberliga West qualifiziert. In der Gruppe 1 setzte sich Dellbrück jeweils mit 2:1 gegen die SpVgg Herten und Fortuna Düsseldorf durch und kehrte damit unmittelbar in die Oberliga West zurück.
Den Schwung der Relegation nahm Dellbrück mit in den Start der Oberligarunde 1949/50. Mit 6:0 Punkten fing die Runde an, mit 18:12 Punkten belegte man nach der Hinrunde den 3. Rang. Heinz Schlömer agierte überwiegend als Mittelläufer, Bruder Willi als rechter Außenläufer im damals gespielten WM-System. Das letzte Auswärtsspiel wurde zwar mit 0:6 bei Preußen Münster am vorletzten Spieltag überraschend hoch verloren, mit dem 4:1-Heimerfolg am letzten Rundenspiel, den 7. Mai 1950, gegen die Gäste aus Würselen erreichte Dellbrück mit 39:21 Punkten die Vizemeisterschaft. Lokalrivale 1. FC Köln verlor mit 2:3 bei Alemannia Aachen und musste sogar noch Rot-Weiss Essen mit 33:19 Punkten an sich vorbeiziehen lassen. Damit zog der SC Preußen in die Endrunde um die deutsche Fußballmeisterschaft ein. Heinz Schlömer hatte unter Trainer Kurt Winkler alle 30 Rundenspiele absolviert und zwei Tore erzielt.
In der Endrunde musste der Westvize zuerst am 21. Mai in Koblenz gegen den Zweiten der französisch besetzten Zone, den SSV Reutlingen, antreten. Linksaußen Walter Severin entschied in der Verlängerung mit seinem Treffer das Spiel mit 1:0 für Dellbrück. Mit Fritz Herkenrath im Tor, Karl Habets und Hans Paffrath in der Verteidigung, sowie mit der Läuferreihe Willi und Heinz Schlömer und Hermann Drost, hielt die Defensive stand und konnte somit mit einem Tor das Spiel für Dellbrück entschieden werden. Am 4. Juni wartete dann in Frankfurt der amtierende Deutsche Meister VfR Mannheim auf Preußen Dellbrück. Vor 40.000 Zuschauern im Waldstadion entschied Drost mit seinem Treffer zum 2:1 die Partie für Dellbrück, für den Titelverteidiger aus Mannheim um Rudolf de la Vigne, Kurt Keuerleber, Franz Islacker und Ernst Langlotz war die Endrunde zu Ende. Heinz Schlömer hatte wieder als Mittelläufer die Abwehr dirigiert. Das Halbfinalspiel fand am 11. Juni in Stuttgart statt. Gegner war Kickers Offenbach die in der Zwischenrunde sich mit 3:2 gegen den Hamburger SV durchgesetzt hatten. Die Stürmerreihe der Elf vom Bieberer Berg mit Gerhard Kaufhold, Horst Buhtz, Emil Maier, Heinz Baas und Willi Weber drängte den Hessen die Favoritenrolle zu. Der spätere Nationaltorhüter Fritz Herkenrath hielt aber alles was durch die gute Defensive, angeführt von Mittelläufer Heinz Schlömer, auf das Dellbrücker Tor durchkam. Nach 120 Minuten trennte man sich mit 0:0; das Wiederholungsspiel fand am 18. Juni im Niederrheinstadion in Oberhausen statt. Dellbrück das ohne den treffsicheren Angreifer Kurt Hardt die Endrunde bestreiten musste, geriet bereits in der 1. Spielminute vor 45.000 Zuschauern mit 0:1 in Rückstand. In der zweiten Halbzeit setzte sich Offenbach dann endgültig mit zwei weiteren Treffern zum 3:0-Sieg durch und zog in das Endspiel ein. Für Schlömer und die Preußen war der Halbfinaleinzug um die deutsche Fußballmeisterschaft 1950 der größte Erfolg der Vereinsgeschichte.
Es folgten noch sieben Runden Oberligafußball in der Westliga, Mitspieler wie Herbert Dörner, Hubert Franzen, Heinz Lorenz und Hans Löring kamen hinzu, und Heinz Schlömmer beendete die Saison 1956/57 mit elf Treffern in 27 Ligaeinsätzen und die Preußen belegten den 12. Rang. Die eigentliche Preußen-Zeit war damit beendet; durch die Fusion von Preußen und SC Rapid entstand SC Viktoria Köln, der zur Saison 1957/58 den Oberligaplatz der Preußen übernahm.
Der 34-jährige Heinz Schlömer bestritt am 13. Oktober 1957 noch ein Spiel für Viktoria und verabschiedete sich mit 227 Oberligaeinsätzen und 32 Toren vom höherklassigen Fußball.
Außerhalb des Fußballs war Schlömer als kaufmännischer Angestellter tätig, nach dem Ende seiner Fußballerlaufbahn führte er zunächst eine Gaststätte in Holweide. 1960 eröffnete er gemeinsam mit seiner Frau Mathilde die „Gaststätte Schlömer“ in Poll, sein Heimatverein VfL Poll nutzte die Gaststätte fortan als Vereinslokal.